# الودی گودن
آلودی گودن (فرانسوی: Élodie Godin‎؛ زادهٔ ۵ ژوئیهٔ ۱۹۸۵) بازیکن بسکتبال اهل فرانسه است.